# Gobro (Zinder)
Gobro (auch: Gabro Haoussa, Goboro, Gobro Haouda) ist ein Dorf im Arrondissement Zinder IV der Stadt Zinder in Niger.

## Geographie
Das von einem traditionellen Ortsvorsteher (chef traditionnel) geleitete Dorf befindet sich nordwestlich des Stadtzentrums im ländlichen Gemeindegebiet von Zinder, der Hauptstadt der gleichnamigen Region Zinder. Ein Nachbardorf von Gobro ist Babban Fagué im Nordosten.
Wie im gesamten Gemeindegebiet von Zinder herrscht das Klima der Sahelzone vor, mit einer durchschnittlichen jährlichen Niederschlagsmenge zwischen 300 und 400 mm.

## Bevölkerung
Bei der Volkszählung 2012 hatte Gobro 356 Einwohner, die in 61 Haushalten lebten. Bei der Volkszählung 2001 betrug die Einwohnerzahl 208 in 36 Haushalten und bei der Volkszählung 1988 belief sich die Einwohnerzahl auf 770 in 121 Haushalten.

## Wirtschaft und Infrastruktur
Es gibt eine Schule im Dorf.